# Kyläsaari, Vichtis
Kyläsaari är en ö i Finland. Den ligger i sjön Vihtijärvi och i kommunen Vichtis i den ekonomiska regionen  Helsingfors  och landskapet Nyland, i den södra delen av landet, 40 km norr om huvudstaden Helsingfors. Öns area är 2,4 hektar och dess största längd är 280 meter i öst-västlig riktning.